# Эффект Пульфриха
Эффе́кт Пу́льфриха — психофизический эффект восприятия, возникающий при искусственной или естественной задержке зрительного сигнала одного из глаз, в результате которого движущийся вбок объект в поле зрения интерпретируется зрительной корой как находящийся, в зависимости от направления и скорости движения, ближе или дальше от реального положения.

## Обзор
Эффект, как правило, вызывается размещением тёмного фильтра на одном глазе, но может также возникать спонтанно при некоторых заболеваниях глаз, таких как катаракта, неврит зрительного нерва. или рассеянный склероз В таких случаях могут возникать симптомы, такие как трудность оценить путь встречного автомобиля. Явление названо в честь немецкого физика Карла Пульфриха, который впервые описал его в 1922 году.
Искусственно вызванный эффект Пульфриха неоднократно использовался в качестве основы для некоторых презентаций, телепередач, фильмов и 3D-игр.

## Демонстрация
В классическом эксперименте эффекта Пульфриха субъект наблюдает качающийся маятник в плоскости, перпендикулярной линии взгляда. Когда нейтральный светофильтр (затемнённый объектив, как правило, серый) помещается поверх, скажем, правого глаза, кажется, что маятник перемещается по эллиптической орбите: он кажется ближе, когда движется в правую сторону, и дальше, когда движется в левую.

## Описание
Широко признаётся следующее объяснение видимой глубины — снижение освещённости сетчатки (по отношению к другому глазу) даёт соответствующую задержку в передаче сигнала, придавая мгновенно-пространственные различия для движущихся объектов. По-видимому это происходит потому, что задержки в визуальной системе как правило меньше (например, зрительная система реагирует быстрее) для ярких целей по сравнению с тёмными. Это движение с глубиной — решение зрительной системы для движущихся мишеней при различии в освещённости сетчатки и, следовательно, разницы в задержке сигнала, существующей между двумя глазами.
Эффект Пульфриха, как правило, был измерен при полных полевых условиях с тёмными целями на светлом фоне, что даёт задержку около 15 мс в случае десятикратной разницы в средней освещённости сетчатки. Эти задержки монотонно возрастают с понижением яркости в широком (> 6 единиц) диапазоне яркости. Эффект также заметен с яркими целями на чёрном фоне и показывает такое же отношение яркости к латентности.

## Использование в стереоскопии
Эффект Пульфриха был использован для демонстрация типа стереоскопии или 3-D эффекта, в кино и телевидении. Как и в других видах стереоскопии, очки используются для создания иллюзии трёхмерного изображения. Если разместить нейтральный фильтр (например, затемнённую линзу из солнечных очков) на один глаз, изображение, когда оно движется справа налево (или слева на право, но не вверх или вниз) будет казаться движущимся в глубину, к наблюдателю или от наблюдателя.
Поскольку эффект Пульфриха зависит от движения в определённом направлении, чтобы спровоцировать иллюзию глубины, он не является полезным в качестве общей стереоскопической техники. Например, он не может быть использован для просмотра неподвижного объекта, перемещающегося к экрану или от экрана; аналогичным образом, объекты, движущиеся вертикально, не будет казаться изменяющими глубину. Случайное движение объектов создаст ложные визуальные артефакты, и эти случайные эффекты будут выглядеть как искусственная глубина, не относящаяся к реальной глубине сцены. Многие применения эффекта Пульфриха вызывали этот ложный эффект, что создало этой технике плохую репутацию.
Преимущество данной техники в том, что она полностью обратно совместима с «обычным» просмотром: в отличие от стереоскопического (с двумя изображениями) 3D, видео с применением эффекта Пульфриха имеет только одно изображение и, как следствие, не создаёт «призрачного» эффекта при просмотре без очков, а также не искажает цвета, как при технологии анаглиф (с линзами разного цвета). Также эффект Пульфриха может быть достигнут ношением очков с только одним солнцезащитным стеклом, а поскольку солнцезащитные очки широко распространены, это уменьшает необходимость распространять «специальные» 3D-очки.
Эффект получил некоторую степень популярности на телевидении в 1990-х годах. Например, он был использован в «3D» телерекламе в 1990-х годах, где объекты, движущиеся в одном направлении, казались ближе к зрителю (фактически в передней плоскости экрана телевизора), а когда они перемещались в другую сторону, казались дальше от зрителя (за экраном телевизора). Чтобы зрители могли видеть эффект, рекламодатели предоставляли большое количество «очков» для просмотра с парой фильтров в бумажной рамке. Правый фильтр был серо-фиолетовым (похожим на красное вино), тогда как левый был очень светлый янтарный (похожий на белое вино). Эти цвета дополняли друг друга, создавая эффект Пульфриха, при этом не искажая естественную цветопередачу. Рекламный ролик был ограничен объектами (такими, как рефрижераторы и скейтбордисты), перемещающимися вниз по крутому склону слева направо по экрану. Это направление было обусловлено тем, какой глаз был прикрыт затемнённым фильтром.

### Примеры
Эффект был также использован в 1993 году в Доктор Кто в благотворительном эпизоде Dimensions in Time и в 1997 году в специальном ТВ эпизоде 3rd Rock from the Sun. Во многих странах Европы серия коротких 3D фильмов, произведённых в Нидерландах, была показана по телевидению. Очки были проданы в сети заправочных станций. Эти короткие фильмы были в основном о путешествиях в Голландии. Эпизод Power Rangers продавался через McDonalds, используя технологию «Circlescan 4D», которая основана на эффекте Пульфриха. Анимационные программы, которые использовали эффект Пульфриха в отдельных сегментах своей программы включают Yo Yogi, The Bots Master и Space Strikers (англ.), они обычно достигают эффект за счёт использования постоянно движущихся слоёв фона и переднего плана. Видеоигра Orb-3D для Nintendo Entertainment System использовала этот эффект (корабль игрока всегда двигался) и выпускалась вместе с очками. Так же [13] для Super Nintendo, используя постоянно двигающийся фон, что вызвало этот эффект.
В Соединенных Штатах и Канаде шесть миллионов очков 3D Pulfrich было распространено[когда?] зрителям[где?] для эпизода Discovery Channel Shark Week (англ.) в 2000 году.